# Cold Spring, New York
Cold Spring är ett municipalsamhälle (village) i kommunen Philipstown i Putnam County i delstaten New York. Vid 2020 års folkräkning hade Cold Spring 1 988 invånare.

## Kända personer från Cold Spring
- Antonia Maury, astronom
- Frank Moss, jurist
- Emily Warren Roebling, ingenjör
- Gouverneur K. Warren, militär